# Tătărăuca Veche, Soroca
Tătărăuca Veche este reședința și totodată cel mai mare sat al comunei Tătărăuca Veche, situat în raionul Soroca, Republica Moldova.

## Geografie
Tătărăuca Veche se află în partea de nord-vest a raionului Soroca la 2 kilometri de la râul Nistru.
Satul este împărțit în două de un defileu, la fundul căruia curge un pârâu numit Ciorcan. Pârâul, lung de 5,5 km se varsă în râul Nistru. Teritoriul întregii comune se află în zonă de stepă cu păduri (antestepă). În apropierea satului, la distanțe egale de el, se află două masive de pădure: unul pe malul Nistrului, iar altul spre sud-est. Aflându-se într-o regiune deluroasă – Podișul Nistrului, satul e plasat într-o vale formată de dealuri, denumirea fiind legată de cea a satului – Valea Tătărăucii. Cel mai des pomenit deal din apropiere este dealul Drăguței cu o înălțime de 212,3 metri, ce se află la nord de sat și panta căruia coboară spre Nistru. Datorită reliefului, altitudinea părții locuite a satului variază de la 180 până la 250 metri deasupra nivelului mării. În preajma satului este amplasată rezervația peisagistică Rudi–Arionești.
Conform datelor Fondului național de date geospațiale al Republicii Moldova, suprafața ocupată de localitatea propriu-zisă este egală cu 1,32 km², iar suprafața întregii comune ocupate de localități, terenuri agricole, ape etc. – aproximativ 44 km².
Temperatura medie pentru luna ianuarie este egală cu -3 °C, iar pentru luna iulie este +20 °C. Cantitatea medie anuală a precipitațiilor în localitatea dată este cuprinsă între 550 și 600 mm.

### Poziționare
Satul Tătărăuca Veche este localizat în partea de nord a Republicii Moldova, la distanța de 33 km de Soroca și 193 km de Chișinău.
Orașe apropiate:
- Otaci (28 km)
- Soroca (33 km)
- Dondușeni (53 km)

## Istorie
Primele așezări ale oamenilor pe teritoriul satului Tătărăuca Veche apar încă în eneolitic. Acest fapt este confirmat prin așezarea Tătărăuca Veche – I, înscrisă ca monument arheologic în Registrul monumentelor Republicii Moldova ocrotite de stat în articolul cu numărul 494. Alt monument arheologic, numit Tătărăuca Veche – II, reprezintă o așezare din secolele III-IV.
Data primei atestări documentare a satului Tătărăuca Veche necesită o precizare. Într-un document datat cu 23 noiembrie 1470 este pomenită denumirea satului la indicarea hotarelor dintre moșii. Documentul dat însă este considerat fals. În Enciclopedia Sovietică Moldovenească, la articolul ce se referă la localitatea dată „Tatarovca Veche” (cu alfabet chirilic), este menționat anul primei atestări fiind ca 1608. Același an – 1608 e indicat și în Dicționarul statistic al Basarabiei din 1923 însoțit de comentariul „Se zice că satul a fost întemeiat în 1608 de către vornicul Costache Sterpu. Acesta era Vornicul de Sus al Basarabiei”.  În Dicționarul enciclopedic moldovenesc data primei atestări e indicată – 30 ianuarie 1646. La aceeași dată e pomenit într-un document istoric ”Carte de la Vasile Vodă, din 7154 (1646) ian(uarie) 30, (pentru moșia Tătărauca și Hrițăuți din ținutul Soroca)”.
Denumirea satului apare în diferite documente ce descriu acte de vânzare sau judiciare. Într-un document de vânzare din 1658 apare ca martor „Costin Taban de Tătărouca”, iar în 1765 e descrisă judecata dintre Ioniță Donici și „niște răzeși ... Toader Șușcă i Anton i Dumitrașco de la Tătărăuca ot ținutul Sorocăi”.
Primele recensăminte organizate pentru a identifica numărul de persoane impozabile indică numărul de case din sat. În datele recensământului din 1772-73 este indicat satul Tatarăuca  aflat la 4 ceasuri de la Târgul Sorocii care avea 38 de case, dintre care una era nelocuită, iar în celelalte locuiau 2 fețe bisericești, 25 moldoveni, 6 țigani domnești, 1 persoană înscrisă în compartimentul sârbi și evrei, o femeie văduvă și în compartimentul mazili și ruptași sunt indicați Alexei, Nicolai, Ionița Macovei.
La recensământul din 1817 e menționat că Tătătăuca reprezintă o moșie răzeșească și în sat sunt 44 gospodării bărbătești și 2 femeiești și are în posesie 25 de fălci de fânațuri, 50 de fălci de pământ arabil, 50 de fălci de pășuni, 5 livezi răzeșești și 30 de fălci de localitate.
Către anul 1870 locuitorii satului aveau în posesia sa 25 de cai, 520 de vite cornute mari și 509 oi și capre.

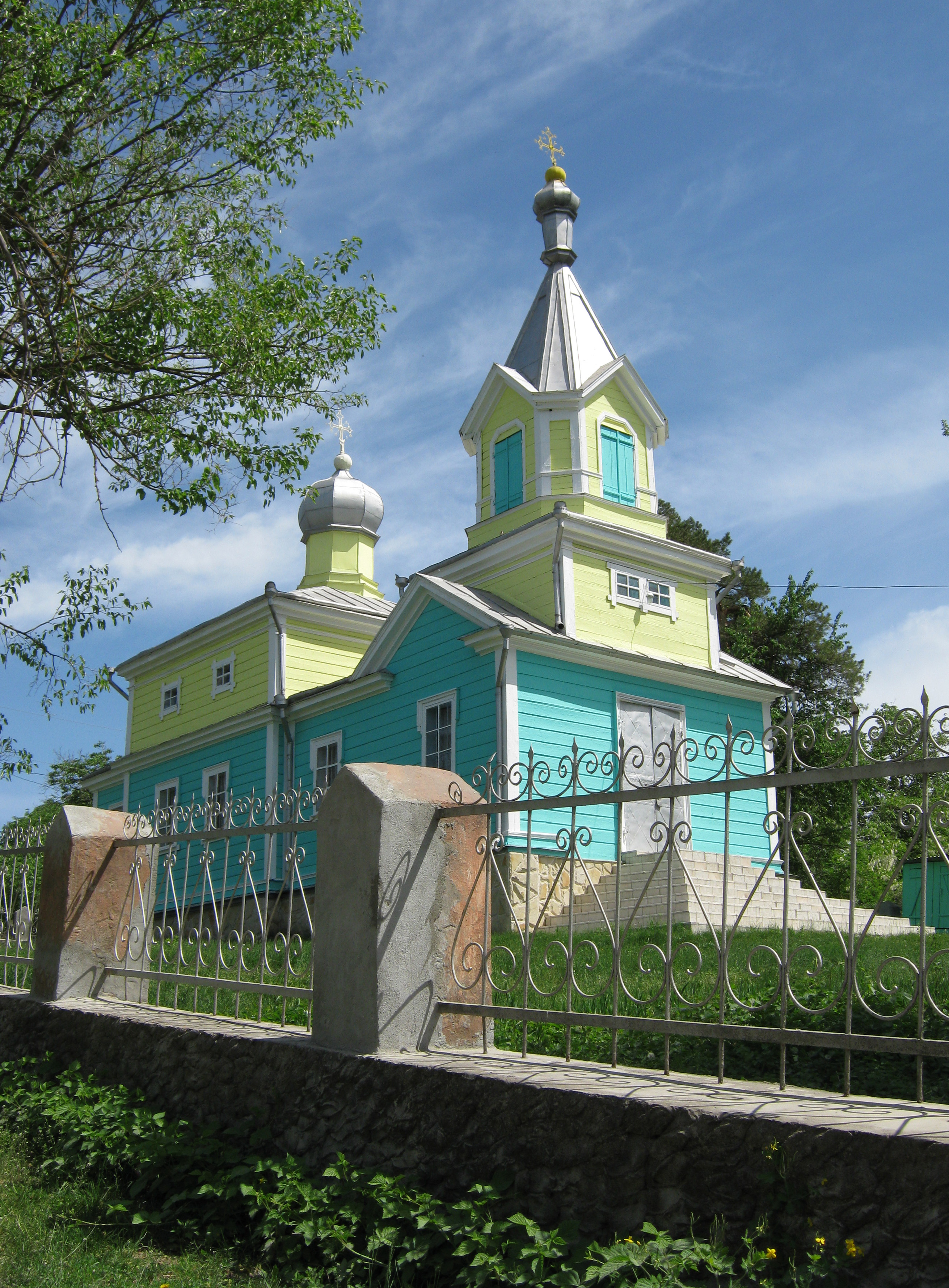
Biserica de lemn „Sf. Arhanghel Mihail”, construită în 1888. Monument de arhitectură de însemnătate națională.

În 1797 pentru prima dată e pomenită prezența unei biserici cu hramul Arhanghelilor, construită din lemn, acoperită cu stuf, unsă cu lut, înfrumusețată, însă are puține cărți în ea. În 1888 este ridicată o altă biserică, ce funcționează până în prezent.
În anul 1896 în sat e deschisă o școală parohială cu un învățător și 63 de elevi.
În 1923 în Tătărăuca Veche e prezentă o școală primară mixtă, o biserică ortodoxă, agenția 24 de percepere, poștă rurală, primărie și își desfășoară activitatea o tovărășie sătească. Tot atunci în sat funcționa o carieră de piatră, o moară de apă și 2 cârciumi. Doi ani mai târziu e menționat despre activitatea unei cooperative de consum „Tatarovca Veche”.
În perioada interbelică în localitate funcționa un cămin cultural al Fundației Culturale Regale „Principele Carol”.
După Al Doilea Război Mondial școala primară este transformată în școală de 7 clase. În 1949, la fel ca și în majoritatea satelor din RSS Moldovenească, se înfăptuiește „colectivizarea” și activitatea economică a satului se desfășoară în cadrul colhozului „Puti k kommunizmu” („Calea spre comunism”) care ajunge la apogeu în ultimii ani de existență ai Uniunii Sovietice.
În anii 60 ai secolului XX, școala de 7 clase e reorganizată în școală medie (de 10 clase).

## Demografie
Conform recensământului efectuat în 2004 populația satului era 625 locuitori (618 moldoveni / români și 6 ruși).
În rezultatele primelor recensăminte se notau numărul de gospodării sau numărul de case. Din aceste date se poate numai presupune numărul real al locuitorilor.
| Anul enumerării | 1772-73 | 1774 | 1817 | 1859 | 1870 | 1875 | 1941 |
| --------------- | ------- | ---- | ---- | ---- | ---- | ---- | ---- |
| Numărul de case | 38      | 42   | 44   | 83   | 107  | 118  | 269  |

Începând cu anul 1859 apar documente ce conțin numărul locuitorilor satului.
| Anul      | 1859 | 1875 | 1907 | 1930 | 1941 | 1987 | 2004 |
| --------- | ---- | ---- | ---- | ---- | ---- | ---- | ---- |
| Locuitori | 417  | 545  | 919  | 1049 | 1081 | 705  | 625  |

## Personalități
- Chiril Spinei (n. 1884 – d. ?) politician basarabean, membru al Sfatului Țării
- Gheorghe Druță (n. 1881 – d. 1941?) politician basarabean, membru al Sfatului Țării
- Eugen Zgardan (n. 1929) savant, doctor abilitat în medicina veterinară
- Gheorghe Druță (n. 1935) savant, doctor în filologie
- Eva Gudumac (n. 1941) medic pediatru, membru titular al Academiei de Științe a Moldovei
- Lucreția Bârlădeanu (n. 1956) poet, prozator, eseist, Președintele Asociației Culturale Synergie Franco – Moldave cu sediu la Paris
- Petre Popa (n. 1958) poet, director artistic al Teatrului „V. Apostol”, or. Soroca